# مونیکا نیکولسکو
 مونیکا نیکولسکو (انگلیسی: Monica Niculescu؛ زادهٔ ۲۵ سپتامبر ۱۹۸۷) یک تنیس‌باز اهل رومانی است. 